# Bünder Land

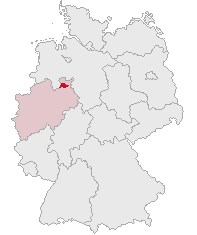
Der Kreis Herford

Das Bünder Land ist ein Teilraum des Kreises Herford im nordöstlichen Nordrhein-Westfalen. Es umschreibt das Einzugsgebiet des Mittelzentrums Bünde, das außer dem Bünder Stadtgebiet, das heute auch die ehemals selbständigen Landgemeinden des alten Bünder Umlandes umfasst, im Wesentlichen noch die benachbarten Gemeinden Rödinghausen und Kirchlengern, den Ortsteil Hücker-Aschen aus der Nachbarstadt Spenge, den Ortsteil Oberbauerschaft aus der Nachbargemeinde Hüllhorst sowie den Ortsteil Börninghausen der Stadt Preußisch Oldendorf umfasst. So umrissen, leben in dem Raum etwa 77.000 Einwohner. 
Der Begriff spiegelt zum einen allgemein die historisch gewachsene Bedeutung der Stadt Bünde für ihr ländliches Umland. Frühes Beispiel dafür war die Einrichtung des preußischen Kreises Bünde 1816, der sich über einen noch größeren Raum erstreckte, jedoch bereits 1832 wieder aufgelöst wurde. Infolge der Industrialisierung wuchs Bünde, vormals bloße Titularstadt, zu einem echten städtischen Zentrum heran. 1879 würde es Sitz eines Amtsgerichts, das bis heute besteht und für die drei genannten Kommunen zuständig ist. Darüber hinaus weist der Raum geschichtlich, kulturell oder naturräumlich keine besondere Eigenständigkeit auf, sondern ist als Teil Minden-Ravensbergs, des Ravensberger Landes bzw. der Ravensberger Mulde in größere Zusammenhänge eingebettet.
Zum anderen bezeichnen heutige Verwendungen des Begriffs „Bünder Land“, die allerdings nicht allzu häufig vorkommen, konkrete organisatorische Verflechtungen Bündes mit seinen Nachbargemeinden. Ein Beispiel ist der Pastoralverbund "Bünder Land", der die katholische Gemeinden des Gebiets zusammenfasst. 
Koordinaten: 52° 13′ N, 8° 32′ O